# Eleição municipal de Maranguape em 2020
A eleição municipal da cidade de Maranguape em 2020 ocorrerá no dia 15 de novembro (turno único) com o objetivo de eleger um prefeito, um vice-prefeito e 19 membros da câmara de vereadores para a administração da cidade. O prefeito titular João Paulo Xerez, do Partido Democrático Trabalhista (PDT), por estar em primeiro mandato, foi considerado apto para concorrer a reeleição.
Originalmente, as eleições ocorreriam em 4 de outubro (primeiro turno) e 25 de outubro (segundo turno) (para cidades acima de 200 mil habitantes), porém, com o agravamento da pandemia do novo coronavírus (SARS-CoV-2), causador da Covid-19, as datas foram modificadas com a promulgação da Emenda Constitucional nº 107/2020.
O ex-prefeito Átila Câmara, do Solidariedade (exerceu o cargo pela primeira vez entre 2013 e 2017), venceu João Paulo Xerez em disputa apertada, obtendo 22.391 votos contra 21.032 do pedetista. George Valentim, do PSB (também foi prefeito de Maranguape durante um mandato, entre 2009 e 2013), ficou em terceiro lugar com 14.909 votos. Regis (Republicanos) e Eliziário Maia (Patriota) foram os candidatos com menor votação e Marquinhos Silva, do PV, abandonou a disputa.
Entre os vereadores, o mais votado foi Afonso Neto (PDT), lembrado por 2.217 eleitores.

## Contexto político e pandemia
As eleições municipais de 2020 estão sendo marcadas, antes mesmo de iniciada a campanha oficial, pela pandemia do coronavírus SARS-CoV-2 (causador da COVID-19), o que está fazendo com que os partidos remodelem suas metodologias de pré-campanha. O Tribunal Superior Eleitoral (TSE) autorizou os partidos a realizarem as convenções para escolha de candidatos aos escrutínios por meio de plataformas digitais de transmissão, para evitar aglomerações que possam proliferar o vírus. Alguns partidos recorreram a mídias digitais para lançar suas pré-candidaturas. Além disso, a partir deste pleito, será colocada em prática a Emenda Constitucional 97/2017, que proíbe a celebração de coligações partidárias para as eleições legislativas, o que pode gerar um inchaço de candidatos ao legislativo. Conforme reportagem publicada pelo jornal Brasil de Fato em 11 de fevereiro de 2020, o país poderá ultrapassar a marca de 1 milhão de candidatos a prefeito, vice-prefeito e vereador neste escrutínio, o que não seria necessariamente bom, na opinião do professor Carlos Machado, da UnB (Universidade de Brasília): “Temos o hábito de criticar de forma intensa a coligação partidária, sem parar para refletir sobre os elementos positivos dela. O número de candidatos que um partido pode apresentar numa eleição, varia se ele estiver dentro de uma coligação, porque quando os partidos participam de uma coligação, eles são considerados como um único partido", afirmou Machado na reportagem.

## Convenções partidárias
A escolha dos candidatos à Prefeitura de Fortaleza é oficializada durante as convenções partidárias, que ocorrem excepcionalmente neste pleito entre 31 de agosto a 16 de setembro, período definido pela Emenda Constitucional nº 107 de 2020. Válido para todos os partidos políticos, o prazo garante a isonomia entre as legendas e é o momento em que os partidos escolhem quais filiados podem pedir o registro de candidatura e se disputarão a eleição coligados com outras legendas.

## Candidatos oficializados
Aqui estão colocados os candidatos da eleição, conforme definição de cada partido, em convenção partidária em formato presencial ou virtual, e do Tribunal Regional Eleitoral do Ceará (TRE-CE).
| Nº | Candidato(a) a prefeito(a) (em ordem por número de partido) | Partido       | Candidato(a) a vice-prefeito(a)   | Coligação                                                                       |
| -- | ----------------------------------------------------------- | ------------- | --------------------------------- | ------------------------------------------------------------------------------- |
| 10 | Regis                                                       | Republicanos  | Suderlan de Castro (Republicanos) | Partido não coligado                                                            |
| 12 | João Paulo Xerez                                            | PDT           | Samara Cordeiro (PL)              | "Para Maranguape continuar avançando" - PDT - PP - PL                           |
| 40 | George Valentim                                             | PSB           | Camila Colares (PSB)              | "Para Maranguape voltar a crescer" - PSB - MDB - PT - PSDB - PCdoB              |
| 43 | Marquinhos Silva                                            | PV            | Marcus Silva (PV)                 | Partido não coligado                                                            |
| 51 | Eliziário Maia                                              | Patriota      | Almeida Vaqueiro (Patriota)       | "Agora é a vez do povo" - Patriota - PROS - PSL - PSC                           |
| 77 | Átila Câmara                                                | Solidariedade | Gurgel Neto (Cidadania)           | "Para reconstruir Maranguape" - Solidariedade - Cidadania - Podemos - PTC - PSD |

## Resultados

### Prefeito
| Candidato(a)           | Candidato(a)                 | Vice                              | 1º turno 15 de novembro de 2020 | 1º turno 15 de novembro de 2020 |
| Candidato(a)           | Candidato(a)                 | Vice                              | Total                           | Porcentagem                     |
| ---------------------- | ---------------------------- | --------------------------------- | ------------------------------- | ------------------------------- |
|                        | Átila Câmara (Solidariedade) | Gurgel Neto (Cidadania)           | 22.391                          | 36,38%                          |
|                        | João Paulo Xerez (PDT)       | Samara Cordeiro (PL)              | 21.032                          | 34,17%                          |
|                        | George Valentim (PSB)        | Camila Colares (PSB)              | 14.909                          | 24,22%                          |
|                        | Regis (Republicanos)         | Suderlan de Castro (Republicanos) | 1.933                           | 3,14%                           |
|                        | Eliziário Maia (Patriota)    | Almeida Vaqueiro (Patriota)       | 1.290                           | 2,10%                           |
|                        | Marquinhos Silva (PV)        | Marcus Silva (PV)                 | 0                               | 0%                              |
| Total de votos válidos | Total de votos válidos       | Total de votos válidos            | 61.555                          | 93,44%                          |
| → Votos em branco      | → Votos em branco            | → Votos em branco                 | 1.370                           | 2,08%                           |
| → Votos nulos          | → Votos nulos                | → Votos nulos                     | 2.948                           | 4,48%                           |
| Total de votos         | Total de votos               | Total de votos                    | 65.873                          | 100%                            |
| Abstenções             | Abstenções                   | Abstenções                        | 10.003                          | 13,18%                          |
| Total de inscritos     |                              |                                   |                                 |                                 |

## Vereadores eleitos
| Candidato eleito     | Partido       | Votação | Porcentagem | Cidade onde nasceu | Unidade federativa |
| Afonso Neto          | PDT           | 2.217   | 3,52%       | Fortaleza          | Ceará              |
| Neto Girão           | PP            | 2.021   | 3,21%       | Fortaleza          | Ceará              |
| Clecio Feitosa       | PROS          | 1.709   | 2,71%       | Caucaia            | Ceará              |
| Kassio Rogaciano     | PDT           | 1.558   | 2,47%       | Maranguape         | Ceará              |
| Evaldo Batista       | PL            | 1.526   | 2,42%       | Maranguape         | Ceará              |
| Emanuel Dandan       | PDT           | 1.470   | 2,33%       | Fortaleza          | Ceará              |
| Diego Castro         | PDT           | 1.455   | 2,31%       | Fortaleza          | Ceará              |
| Aline Filha do Novim | PDT           | 1.398   | 2,22%       | Maranguape         | Ceará              |
| João Alves           | PDT           | 1.387   | 2,20%       | Maranguape         | Ceará              |
| Victor Nojoza        | PL            | 1.231   | 1,95%       | Maranguape         | Ceará              |
| Tom do Sindicato     | PL            | 1.227   | 1,95%       | Maranguape         | Ceará              |
| Lourenço Filho       | PL            | 1.148   | 1,82%       | Aracoiaba          | Ceará              |
| Irmão Laerte         | Patriota      | 993     | 1,58%       | Maranguape         | Ceará              |
| Mardonio Ximenes     | Republicanos  | 794     | 1,26%       | Boa Viagem         | Ceará              |
| Valber Menezes       | Solidariedade | 758     | 1,20%       | Maranguape         | Ceará              |
| Junior da Topic      | PTC           | 749     | 1,19%       | Maranguape         | Ceará              |
| Marina Lima          | PP            | 610     | 0,97%       | Maranguape         | Ceará              |
| Hugo Filho           | PP            | 600     | 0,95%       | Maranguape         | Ceará              |
| Elizanio Umbelino    | PSB           | 405     | 0,64%       | Canindé            | Ceará              |

## Aspectos da campanha

### Vereadores do PL cassados
Em novembro de 2022, o Tribunal Regional Eleitoral do Ceará decidiu cassar toda a chapa de candidatos a vereador do PL por fraudar a cota de cota de gênero, atendendo uma ação movida por Wagner Farias, candidato ao cargo pelo PROS, que tinha recebido 1.199 votos e não foi eleito. No processo, as candidaturas de Célia de Freitas, Dayane Macedo, Liliane Leonardo e Verônica Paz foram apontadas como fictícias somente para preencher a cota de 30%, e nenhuma delas havia feito campanha ou apresentado gastos eleitorais, além de terem obtido votações inexpressivas. A decisão cassou os 4 vereadores eleitos pelo PL (Evaldo Batista, Victor Nojoza, Tom do Sindicato e Lourenço Filho) e também os suplentes do partido, além da retotalização dos votos, mas retirou a inelegibilidade das candidatas fictícias.
Um ano depois, o Tribunal Superior Eleitoral manteve a decisão do TRE que cassou a chapa do PL e também anulou a votação de todos os candidatos.